# تمكين للصناعة والتجارة
شركة تمكين للصناعة والتجارة المحدودة هي شركة كبيرة ومتنوعة مقرها الرئيسي في مدينة جدة في المملكة العربية السعودية، وتمتلك 53٪ من أسهم شركة تمكين للتكنولوجيا والمنتجات الطبية، ويُشاركها الشركة السعودية القابضة الكبرى والسعودية للطيران الخاص. تعمل شركة «تمكين» في مجال التكنولوجيا والمنتجات الطبية والصناعية، بالإضافة إلى الخدمات وتجارة التجزئة. تم تصنيف شركة «تمكين» في قائمة الشركات السعودية المائة سريعة النمو، وفي ARABIA500 كواحدة من أسرع الشركات العربية نمواً في العالم العربي، وكواحدة من أسرع الشركات نمواً في المملكة العربية السعودية لعدة سنوات.
تأسست الشركة في عام 2001، ولها فروع متعددة في مجموعة واسعة من المجالات.

## أفرع الشركة
- «تقانة» الهندسية TeQana Precision Engineering، وهي مؤسسة متخصصة في المنتجات الآلية الدقيقة، لتلبية احتياجات الطاقة والمياه للأغراض الصناعية.
- إكزاكت-إير ExactAir، وهي شركة متخصصة في بيع منتجات التكييف والتهوية ومنتجات الحماية البيئية.
- تستار Testar، وهي شركة متخصصة في إنتاج أدوات القياس والتفتيش اللازمة للعمليات الصناعية.
- إكويب-تولز Equiptools، وهي شركة متخصصة في توفير أدوات وأنظمة التشحيم والتزييت للآلات الكبيرة.
- كيملينكرز Chemlinkers، وهي شركة تعمل كوسيط لبيع المواد الكيميائية المتخصصة اللازمة للعمليات الصناعية.
- الخليج لحلول البناء Gulf Building Solutions، وهي شركة متخصصة في تصميم وبيع أنظمة الأمان.
- تمكين ريتيل جروب Tamkeen Retail Group، هي مجموعة بيع بالتجزئة، تعمل في مجال بيع المجوهرات وحقائب اليد والأزياء والطعام. وقد أبرمت تمكين عقدًا مع شركة «لازوردي للمجوهرات» بخصوص شركة «ازدياد العربية التجارية» التي تعمل في مجال المجوهرات.[3]
- ميدأرابيا MedArabia ، وهي شركة متخصصة في توفير الإمدادات الطبية التقنية والمعدات اللازمة للمجال الطبي.

## وصلات خارجية
- الموقع الرسمي لمجموعة تمكين